# 이치카와 마나미
이치카와 마나미(일본어: 市川 愛美, 1999년 8월 26일 ~ )는 일본의 여성 아이돌 그룹 전 AKB48 팀K의 멤버이다. 도쿄도 출신.